# Carex satsumensis
Carex satsumensis ist eine Pflanzenart aus der Gattung Seggen (Carex) innerhalb der Familie der Sauergrasgewächse (Cyperaceae). Sie ist die einzige Art der Sektion Japonicae. Sie wächst auf sandigen Böden und ist auf Taiwan, Japan, den Philippinen und in Vietnam verbreitet.

## Beschreibung

### Vegetative Merkmale
Carex satsumensis ist eine relativ kleine, ausdauernde krautige Pflanze. Das Rhizom ist länglich und kriechend. Die in losen Büscheln wachsenden Stängel sind bei einer Länge von 7 bis 20 Zentimetern sowie einer Breite von etwa 0,15 Zentimetern dreikantig. Die Blätter von Carex satsumensis können länger oder kürzer als die Stängel ausfallen.

### Generative Merkmale
Die Tragblätter sind linealisch und kürzer als der Blütenstand. Der ährige Blütenstand ist bei einer Länge von 3 bis 8 Zentimetern sowie einem Durchmesser von 1 bis 1,7 Zentimetern lang-zylindrisch. Die zahlreichen blütentragenden Ähren des letzteren sind monözoisch, dicht, offenliegend und länglich. Sie wachsen aus einem Vorblatt mit einer ausgebildeten weiblichen Blüte, bisweilen sind einige basale Ähren verzweigt. Der männliche Teil der Ährchen ist 2 bis 3 Millimeter groß und trägt vier bis fünf Blüten. Der weibliche Teil ist dicht mit zahlreichen Blüten besetzt. Die männlichen Spelzen sind blassgelb bis blassbraun, lanzettförmig, 2,5 bis 3 Millimeter lang, häutig und besitzen eine scharfe Spitze. Die weiblichen Spelzen sind hellgelb bis hellbraun, 2 bis 2,5 Millimeter lang und eiförmig. Sie sind häutig, besitzen eine Mittelrippe, durchscheinende Ränder und eine ausgeprägte Spitze. Der Schlauch ist reif hell gelb-braun, offen, etwas länger als die Spelzen und länglich lanzettförmig. Er ist stumpf dreieckig, 2,5 bis 3 Millimeter lang, häutig und besitzt zwei erhabene Lateraladern sowie abaxial zahlreiche feinere Adern. Adaxial ist es ohne Adern und heller, seine Basis verjüngt sich abrupt zu einem kurzen Stiel, die Spitze ist länglich-keilförmig zugespitzt, während die Mündung schräg gestutzt ist. Das reife Nüsschen ist hellgelb, länglich und stumpf dreieckig geformt. Es ist etwa 1,5 Millimeter groß und hat eine zugespitzte Basis und ein eher stumpfes Ende. Der Griffel ist basal leicht verdickt, die Narbe ist dreiteilig.

## Vorkommen
Carex satsumensis hat ein ostasiatisches Artareal und kommt auf Taiwan, Japan, den Philippinen und in Vietnam vor.
Standorte mit sandigen Böden bilden das Hauptbiotop von Carex satsumensis.